# Paul-André Sadon
Paul-André Sadon, né le 20 août 1924 à L'Isle-sur-Serein (Yonne) et mort le 11 juillet 2022 à Vanves, est un ancien haut magistrat français.

## Parcours
Licencié en droit, d'abord avocat, il est nommé juge suppléant à Lyon, en décembre 1950 et, trois ans plus tard, à Chambéry. Substitut du procureur de la République à Saint-Mihiel (Meuse) (1955) puis à Châteauroux (1956), détaché à l'administration centrale du ministère de la Justice (1958). Par le décret publié au Journal officiel du 31 décembre 1965, il est nommé juge à l'ex-tribunal de la Seine, tout en demeurant affecté à l'administration centrale du ministère de la Justice. Conseiller technique au cabinet du ministre des Transports, Jean Chamant, du 27 avril 1967 jusqu'à sa réaffectation au ministère de la Justice, en tant que conseiller technique du garde des Sceaux, René Capitant, le 7 juin 1968. Il demeure ensuite au cabinet du garde des Sceaux, sous les ministres Jean-Marcel Jeanneney et René Pleven. Selon la Commission historique instituée par le cardinal Decourtray et présidée par René Rémond sur Touvier et l'Église, il est sollicité par le réseau qui s'active pour obtenir la grâce de Paul Touvier. Il répond au solliciteur, André Lavagne, en manifestant un intérêt à l'égard du cas Touvier et lui suggère de recourir à une demande d'amnistie.
Nommé premier substitut près le tribunal de grande instance de Nanterre le 17 décembre 1969, puis juge au tribunal de grande instance de Paris, en 1971. Il devient, le 18 mars 1972, directeur des services judiciaires au ministère de la Justice, fonction qu'il occupe jusqu'en juillet 1975 avant d'être nommé le 15 juillet procureur de la République près le tribunal de grande instance de Paris. C'est à ce poste qu'il ouvre une information judiciaire contre X pour « homicides volontaires » à la suite de l'assassinat de l'ambassadeur de Turquie et de son chauffeur par des terroristes arméniens en plein Paris. 
Il est nommé procureur général près la cour d'appel de Paris le 19 octobre 1976. Pour la gauche, à l'époque dans l'opposition, il est la principale incarnation de la politique du garde des Sceaux Alain Peyrefitte et de son projet de loi « sécurité et liberté ». Le 3 juillet 1981, à la suite de l'alternance, il est écarté de ce poste par la gauche et nommé premier avocat général en surnombre à la Cour de cassation.
Entre mars et décembre 1986 il est chargé de mission, avec les fonctions de conseiller auprès du cabinet d'Albin Chalandon, garde des Sceaux, ministre de la Justice dans le Gouvernement Jacques Chirac (2). Alors que l'état d'esprit du cabinet du nouveau garde des Sceaux était de penser que la nouvelle alternance conduirait à très court terme au départ des personnels en place, Paul-André Sadon opte pour le maintien du directeur des Affaires criminelles et des Grâces, du sous-directeur de la législation criminelle et du bureau de législation pénale générale en poste sous les ministres des précédents gouvernements socialistes. 
Le 1er décembre 1986, il devient directeur de cabinet de M. Chalandon. Selon La Croix et l'Express, on lui doit la découverte de "l'erreur curieuse et providentielle" qui permettra l'annulation de la procédure dans le procès de Maurice Papon et l'enlisement du procès pendant 10 ans,. À la suite de la démission du gouvernement, il quitte ses fonctions le 10 mai 1988.
D'après Henri Nallet, ce magistrat "représente, dans l'imaginaire de beaucoup de responsables socialistes, mais aussi de dirigeants de droite, d'avocats et de magistrats, le modèle achevé du manipulateur de justice, capable à la demande de faire exploser ou d'étouffer telle affaire selon des considérations politiques" .
De 1989 à 1998, il est conseiller général de l'UDF de l'Yonne (canton de l'Isle-sur-Serein) et maire (DVD) de L'Isle-sur-Serein de 1984 à 2008.
Il meurt le 11 juillet 2022 à Vanves à l'âge de 97 ans,.

## Décorations
Le 3 avril 1996, Paul-André Sadon est promu au grade de commandeur dans l'ordre national de la Légion d'honneur.